# .brussels
.brussels (nom de la ville en anglais) est un domaine de premier niveau générique d'Internet qui s’adresse aux institutions, entreprises, associations souhaitant s'identifier à la Région de Bruxelles-Capitale. Il permet d'utiliser l'extension .brussels pour leur site web ou leur adresse de courrier électronique. Cette extension est commercialisée depuis décembre 2014. Elle est notamment utilisée par le Centre d'informatique pour la Région bruxelloise.

## Histoire
En mars 2012, un dossier pour la création du domaine .brussels est soumis. Depuis septembre 2014, n'importe quel particulier peut enregistrer un site au nom de domaine .brussels. Les organismes communaux et régionaux bruxellois utilisent une adresse mail avec celle-ci comme extension.

## Statistiques d'usage
En janvier 2018, 18,58 % des DNS .brussels étaient associés à un service public bruxellois.
En janvier 2025, environ 8 400 domaines utilisent l'extension .brussels.